# Eva Klemperer
Eva Klemperer (geboren als Eva Schlemmer, Koningsbergen in Oost-Pruisen, 12 juli 1882 – Dresden, 8 juli 1951) was een Duits pianist, organist, muziekwetenschapper, schilder en vertaler. Ze trouwde op 16 mei 1906 met de Joods-Duitse filoloog Victor Klemperer.

## Leven in Dresden
De meeste informatie over Eva Klemperer is in het dagboek van Victor Klemperer, Tot het bittere einde, te vinden. Eva woonde sinds 1933 samen met Victor in Dölzschen, bij Dresden, waar ze een huis hadden gebouwd. Hier kwam een eind aan in 1940, toen ze samen met haar echtgenoot verplicht was haar intrek te nemen in huizen waarin de laatste joden van Dresden verplicht werden gezamenlijk en onder toezicht te wonen, het laatst in het "Judenhaus" op de Zeughausstrasse 1/3 in Dresden. "Arische" vrouwen van joodse echtgenoten moesten daar ook hun intrek nemen totdat hun man stierf of zij het besluit namen van hem te scheiden. In dat laatste geval zou hij niet langer tegen deportatie beschermd zijn. Zij weigerde   hem te verlaten en deelde dientengevolge tijdens de Tweede Wereldoorlog zijn lot, hoewel haar bewegingsvrijheid in het openbare leven groter was. In het dagboek wordt meer dan eens verwezen naar de zware beproevingen die ze hebben moeten doorstaan, zoals confiscatie van bezittingen: boeken, kostbaarheden en huisdieren, herhaalde huiszoekingen ter controle, beledigingen en bedreigingen, en beperking van voedseltoewijzingen.

## Lichaamskwalen en persoonlijkheid
Volgens het dagboek heeft Eva tijdens haar levensloop regelmatig ziekteverschijnselen en klachten gehad. Ze heeft last gehad van frequente zenuwinzinkingen, zenuwpijnen en depressies. Victor beschrijft bijvoorbeeld in zijn dagboek een reis naar Lugano, om Eva van een depressie af te helpen. In de periode die na 1935 volgt was Eva zelfs niet meer in staat het huishouden te beheren, een zorg die dus nu voor rekening kwam van haar echtgenoot. Desalniettemin wordt ze in het dagboek beschreven als een psychologisch krachtige vrouw die op heroïsche wijze de gruweldaden van de Tweede Wereldoorlog heeft overleefd. Het boek LTI – Notizbuch eines Philologen werd aan haar opgedragen door haar echtgenoot.

## De luchtaanval op Dresden
Tijdens de aanval op Dresden van 13 en 14 februari 1945 raakte Eva tijdens de bombardementen gescheiden van haar echtgenoot. Ze werd uit de hal van het brandende huis Zeughausstrasse 3 door iemand in de schuilkelder getrokken. Daar moesten joden overigens geweerd worden. Vervolgens heeft ze via het kelderraam de straat bereikt en een andere schuilplaats gevonden in de kelder van het Albertinum. Daarna is ze tegen de orkaanwind in, die door de grote hitte van het vuur in de binnenstad was ontstaan, bij de Elbe gekomen om daar de verdere nacht langs het water naar haar echtgenoot te zoeken. Het andere gedeelte van de nacht bracht ze door in een kelder onder het paleiscomplex Belvedere.
Eva vond Victor de volgende morgen op 14 februari 1945 omstreeks 7.00 uur op de Terrasse en verwijderde de davidster van zijn jasje met een zakmes. Ze besloten om zich als gewone Duitse vluchtelingen voor de doen. Victor schrijft in het dagboek hoe Eva zich tijdens de aanval veel beter in de hand had gehouden dan hijzelf, en hoe ze op veel rustigere manier de feiten observeerde.